# Zelotes moestus
Zelotes moestus este o specie de păianjeni din genul Zelotes, familia Gnaphosidae. A fost descrisă pentru prima dată de O. P.-cambridge, 1898. Conform Catalogue of Life specia Zelotes moestus nu are subspecii cunoscute.